# Villa Quartara
La villa Doria Spinola Quartara o semplicemente villa Quartara è una storica dimora nobiliare situata nel quartiere di Quarto dei Mille, in via Romana della Castagna, nel comune di Genova nella città metropolitana di Genova. Circondata da un grande parco, l'edificio è anche sede del Centro internazionale di studi e formazione "Germana Gaslini" dell'istituto Giannina Gaslini.

## Storia

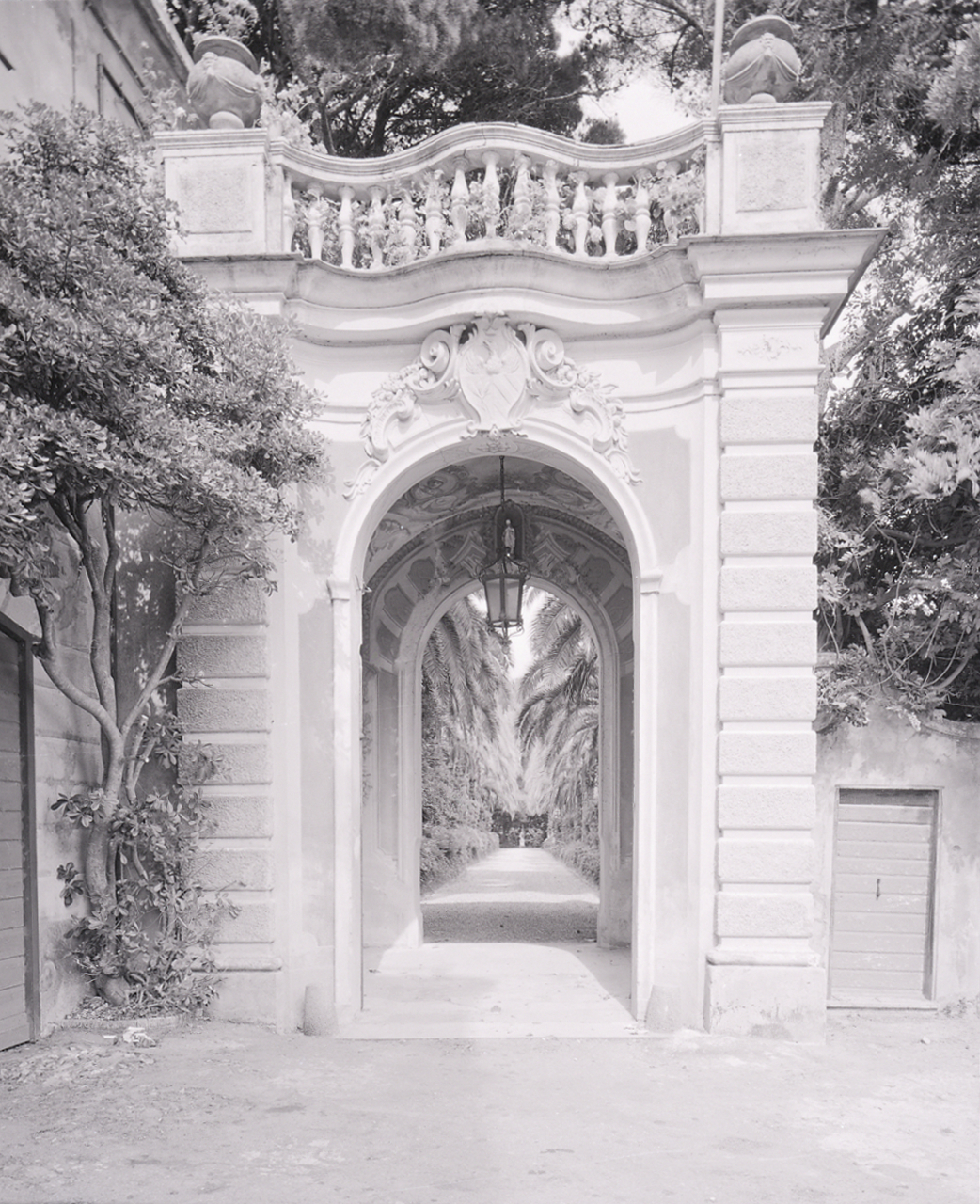
Particolare dell'edificio da una fotografia di Paolo Monti (1963).

Una prima villa era stata costruita alla fine del XIV secolo, ma venne riedificata intorno alla metà del XV secolo dalla famiglia Castagna.
Ebbe nel corso dei secoli diversi proprietari, tra i quali le famiglie Doria e Spinola e subì nel tempo varie trasformazioni, le più importanti ad opera degli Spinola nel Settecento. Il suo parco si estende dalla via Antica Romana al mare. Nel 1815 ospitò papa Pio VII in fuga da Roma durante i Cento giorni di Napoleone, quando Gioacchino Murat aveva attaccato lo Stato Pontificio.
Nel 1889 fu acquistata da Lorenzo Quartara, sindaco dell'allora comune di Quarto, che nel 1902 la fece ampliare con una grande ala, decorata con affreschi di Luigi Morgari e modificò il parco con uno scenografico disegno geometrico. Dopo l'8 settembre 1943 fu requisita ed utilizzata come sede del comando militare germanico e in questa circostanza il parco venne deturpato con la costruzione di alcune installazioni militari.
Nel 1960 la villa fu donata ai benedettini che officiavano la vicina parrocchia di Santa Maria della Castagna che vi sistemarono la loro biblioteca ed infine passò alla "Fondazione Gaslini", attuale proprietaria, che ne ha fatto la sede del CISEF Gaslini, Centro Internazionale di Studi e Formazione Germana Gaslini.